# Groupement des Industries Françaises Aéronautiques et Spatiales

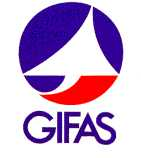

Die Groupement des Industries Françaises Aéronautiques et Spatiales (abgekürzt GIFAS) ist ein französischer Verband der Luftfahrtindustrie. Es wurde im Jahr 1908 gegründet Soe hat mehr als 260 Mitglieder.
Der ursprüngliche Name des Vereins war Association des Industries de la Locomotion Aérienne. Im Jahr 1975 wurde er auf den heutigen Namen umbenannt.
Der derzeitige Präsident von GIFAS ist Guillaume Faury, zugleich Vorstandsvorsitzender der Airbus SE.

## Organisation
Einige Mitglieder sind:
- Airbus
- Astrium
- Dassault Aviation
- Airbus Group
- Airbus Helicopters
- Goodrich Corporation
- Groupe Latécoère
- MBDA
- Ratier-Figeac
- Safran
- Snecma
- Socata
- Thales Group
- Zodiac Aerospace